# Vlaams-Socialistische Beweging
Vlaams-Socialistische Beweging (V-SB) is de naam van twee Vlaamse politieke bewegingen: een eerste uit de jaren zeventig en tachtig, en een tweede die opgericht werd in 2007. Er bestaat geen rechtstreeks verband tussen beide bewegingen, al kan men gewagen van een zekere ideologische verwantschap. Beide situeren (of situeerden) zich namelijk aan de linkerzijde van de Vlaamse Beweging, en kan men dus terecht linksnationalistisch noemen.

## Oorspronkelijke Vlaams-Socialistische Beweging
V-SB was de naam die de Werkgroep Arbeid aannam in 1977. De Werkgroep Arbeid ontstond toen de jongerenwerking van Were Di zich in 1972 onder leiding van Pol Van Caeneghem afscheurde uit protest tegen de rechtse koers die Were Di steeds meer voer. In 1983 veranderde ze haar naam in Vlaamse Republikeinse Socialistische Beweging, op instigatie van de Brusselse kern. Mede door interne onenigheden verwaterde de activiteit van de beweging, om uiteindelijk helemaal te verdwijnen.
In 1972 was de prille Werkgroep Arbeid actief op zoek naar een ideologische omkadering van haar standpunten inzake het zelfbeschikkingsrecht voor Vlaanderen.
Deze vond ze gedeeltelijk bij de Ier James Connolly die een linksgeoriënteerde nationalistische strijd had gevoerd tegen de Britten en in 1916 door hen werd gefusilleerd.
De aanzet tot een échte ideologische houvast kreeg Werkgroep Arbeid op zondag 15 oktober 1972 toen zij tijdens de VVB-betoging in Vilvoorde kennis maakte met de Antwerpse links -Vlaamse denktank De Witte Kaproenen. De Witte Kaproenen stonden op dat moment reeds verder in hun denken, en hadden al in 1969 de historische band tussen Vlaams en links onderschreven in hun werk "Het kolonialisme in Vlaanderen. Werkgroep Arbeid zou voor een groot deel de ideologie van DWK overnemen. 1972 was het startsein van een nauwe en langdurige thematische en structurele samenwerking tussen beide werkgroepen.
De beweging nam onder meer deel aan het Komitee voor een Demokratisch Federalisme, de linkse frontvorming tegen het Egmontpact, ageerde tegen de controle van multinationals op de Vlaamse economie, ijverde voor de emancipatie van vrouwen en holebi’s, solidariteit met de Derde Wereld, de 36-urenweek,…
De V-SB gaf, naast brochures, twee bladen uit “Arbeid” (1972-1979, nadien nog twee jaar verschenen onder de nieuwe naam “De Wesp”) en “Meervoud” (1975-1980). Sinds 1992 verschijnt Meervoud opnieuw als onafhankelijk maandblad.

## Tweede Vlaams-Socialistische Beweging
Een nieuwe Vlaams-Socialistische Beweging werd in juli 2007 op initiatief van Martijn Cielen opgericht. Zij streeft ernaar linkse flaminganten te verenigen met het oog op een manifestatie van dezen op de kiesmarkt. De beweging ziet Vlaamse en sociale strijd als één geheel, en streeft volgens haar beginselverklaring naar een socialistische maatschappij in een onafhankelijk Vlaanderen, dat zowel het Vlaams Gewest als het Brussels Hoofdstedelijk Gewest moet omvatten.
Na onenigheid over de richting die de beweging uit moest gaan, nam Martijn Cielen in 2008 ontslag.